# Rest Energy
 (décembre 2019).

Rest Energy (en français « L'énergie au repos ») est une performance réalisée par les artistes Marina Abramović et Ulay en 1980 à Amsterdam. 

## Concept
Lors de cette performance, le couple d'artistes met sa confiance à l'épreuve : Marina serre fermement un arc tandis qu'Ulay en tient la flèche, dirigée vers le cœur de celle-ci,. Une réelle tension se fait alors ressentir; les deux artistes sont penchés en arrière et appuyés sur les talons. Durant près de 4 minutes et 12 secondes, cet évènement artistique suscite un immense suspens chez un certain nombre de spectateurs, alors présents devant eux. Le moindre faux geste peut entraîner la mort de la jeune femme.
Le titre de cette œuvre est lié à l'effort présent au sein de la performance. Marina Abramović et Ulay affrontent leurs énergies respectives mais sont pourtant presque immobiles. Des micros sont placés sur leurs cœurs et enregistrent l'accélération de leurs battements cardiaques au fur et à mesure de la performance. Malgré l'adrénaline, leur cohésion et leur confiance réciproque leur permet d'entretenir l'équilibre. Le duo a inévitablement besoin de l'autre.

## Postérité
La performance est photographiée sur Polaroïd ; ce cliché figure notamment sur une affiche d’exposition du MACVAL. Une vidéo existe également,, sur laquelle les battements de cœur des deux artistes sont audibles.